# マキシ・ロドリゲス
マキシ・ロドリゲス (Maxi Rodríguez) こと、マキシミリアーノ・ルベン・ロドリゲス（Maximiliano Rubén Rodríguez, 1981年1月2日 - ）は、アルゼンチン・ロサリオ出身の元サッカー選手。現役時代のポジションはミッドフィールダー。主にサイドハーフを務めるが、オフェンシブハーフ、フォワードとしても起用される。

## クラブ経歴
アルゼンチンのプリメーラ・ディビシオン、ニューウェルズ・オールドボーイズのユースチームの出身。
同チームで3シーズン過ごした後、2002年、リーガ・エスパニョーラ・プリメーラ・ディビシオンのRCDエスパニョールに移籍した。2002年9月2日、0-2で敗れたレアル・マドリード戦で同リーグにデビュー。エスパニョールで過ごした最後のシーズンである2004-05シーズンには、リーグ戦全38試合中の37試合に出場し、エスパニョールのリーガ通算2000ゴール目を含む15ゴールを挙げた。
2005-06シーズン開幕前に、700万ユーロ（350万ユーロとも）の移籍金でアトレティコ・マドリードに移籍した。2008-09シーズンにはチーム・キャプテンを務めるなど、チームの主軸として活躍した。しかし2009-10シーズンは出場機会が減少し、キャプテンの座もアントニオ・ロペスに譲っていた。2010年1月、リヴァプールFCに移籍。契約期間は3年半で、移籍金は発生しない。
2012年7月13日、リヴァプールを退団し、古巣ニューウェルズ・オールドボーイズに加入した。
2017年7月26日、ウルグアイのCAペニャロールに移籍した。
2021年11月27日、現役引退を表明した。

## 代表経歴
2001年に開催されたワールドユース選手権で優勝したアルゼンチンU-20のメンバーである。
2003年、日本との親善試合より同国代表としてプレーし、2005年開催のFIFAコンフェデレーションズカップ、2006 FIFAワールドカップ・南米予選に出場した。
2006年開催のワールドカップドイツ大会では、3ゴールをあげる活躍をみせた。グループステージではセルビア・モンテネグロから2ゴールを奪い、決勝トーナメント1回戦・対メキシコ戦においては、延長前半8分に、同大会のベストゴールに選ばれた見事なミドルシュートを決めた（フアン・パブロ・ソリンからの山なりのパスをペナルティエリア外右側で胸でワントラップし、そのまま左足でボレー。強烈なドライブのかかったミドルシュートにキーパーの手は届かず、ゴール左隅に吸い込まれた）。
しかしながら、2006年6月30日、準々決勝のドイツ戦終了後、同試合に出場した代表選手シュヴァインシュタイガーに暴力行為を働いたため、5000スイス・フランの罰金と、コパ・アメリカ2007における二試合の出場停止処分を受けた。
2006年10月11日、スペイン代表との国際親善試合で右ひざ前十字靭帯を損傷という大怪我を負った が、シーズン終盤には回復し、試合にも出場した。
2014年の、ワールドカップブラジル大会でも代表メンバーに選出され、2試合に出場。準決勝のオランダ戦では、PK戦の第4キッカーを務め、決勝進出を決めるPKを成功した。

## 代表歴

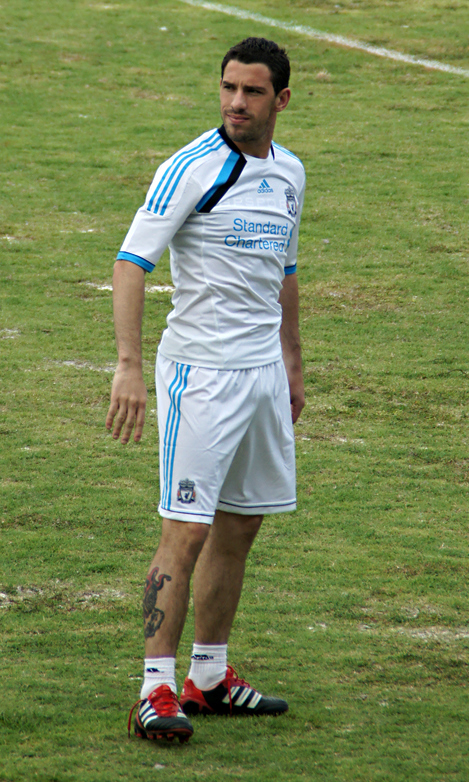
トレーニング中のロドリゲス

### 出場大会
- アルゼンチン代表
  - 2006 FIFAワールドカップ
  - 2010 FIFAワールドカップ
  - 2014 FIFAワールドカップ

### 試合数
- 国際Aマッチ 57試合 16得点（2003年-2014年）[6]

| アルゼンチン代表 | 国際Aマッチ | 国際Aマッチ |
| 年               | 出場        | 得点        |
| ---------------- | ----------- | ----------- |
| 2003             | 2           | 1           |
| 2004             | 2           | 0           |
| 2005             | 8           | 1           |
| 2006             | 7           | 4           |
| 2007             | 4           | 1           |
| 2008             | 5           | 2           |
| 2009             | 7           | 1           |
| 2010             | 6           | 2           |
| 2011             | 0           | 0           |
| 2012             | 4           | 0           |
| 2013             | 7           | 3           |
| 2014             | 5           | 1           |
| 通算             | 57          | 16          |

### 得点
| #   | 日時           | 場所               | 対戦相手               | スコア | 最終結果  | 大会                              |
| --- | -------------- | ------------------ | ---------------------- | ------ | --------- | --------------------------------- |
| 1.  | 2003年6月8日   | 大阪市             | 日本                   | 4-1    | 4-1       | 親善試合                          |
| 2.  | 2005年8月17日  | ブダペスト         | ハンガリー             | 1-0    | 2-1       | 親善試合                          |
| 3.  | 2006年5月30日  | サレルノ           | アンゴラ               | 1-0    | 2-0       | 親善試合                          |
| 4.  | 2006年6月16日  | ゲルゼンキルヒェン | セルビア・モンテネグロ | 1-0    | 6-0       | 2006 FIFAワールドカップ           |
| 5.  | 2006年6月16日  | ゲルゼンキルヒェン | セルビア・モンテネグロ | 3-0    | 6-0       | 2006 FIFAワールドカップ           |
| 6.  | 2006年6月24日  | ライプツィヒ       | メキシコ               | 2-1    | 2-1 (aet) | 2006 FIFAワールドカップ           |
| 7.  | 2007年8月22日  | オスロ             | ノルウェー             | 1-2    | 1-2       | 親善試合                          |
| 8.  | 2008年6月4日   | サンディエゴ       | メキシコ               | 3-0    | 4-1       | 親善試合                          |
| 9.  | 2008年11月19日 | グラスゴー         | スコットランド         | 1-0    | 1-0       | 親善試合                          |
| 10. | 2009年3月28日  | ブエノスアイレス   | ベネズエラ             | 3-0    | 4-0       | 2010 FIFAワールドカップ・南米予選 |
| 11. | 2010年5月24日  | ブエノスアイレス   | カナダ                 | 1-0    | 5-0       | 親善試合                          |
| 12. | 2010年5月24日  | ブエノスアイレス   | カナダ                 | 2-0    | 5-0       | 親善試合                          |
| 13. | 2013年9月10日  | アスンシオン       | パラグアイ             | 5-2    | 5-2       | 2014 FIFAワールドカップ・南米予選 |
| 14. | 2013年10月15日 | モンテビデオ       | ウルグアイ             | 1-1    | 2-3       | 2014 FIFAワールドカップ・南米予選 |
| 15. | 2013年10月15日 | モンテビデオ       | ウルグアイ             | 2-2    | 2-3       | 2014 FIFAワールドカップ・南米予選 |
| 16. | 2014年6月4日   | ラ・プラタ         | トリニダード・トバゴ   | 3-0    | 3-0       | 親善試合                          |

## タイトル

### クラブ
アトレティコ・マドリード
- UEFAインタートトカップ : 2007

リヴァプールFC
- フットボールリーグカップ : 2011-12

ニューウェルズ・オールドボーイズ
- プリメーラ・ディビシオン : 2012-13F

ペニャロール
- プリメーラ・ディビシオン : 2017, 2018
- スーペルコパ・ウルグアージャ : 2018

### 代表
U-20アルゼンチン代表
- FIFA U-20ワールドカップ : 2001